# Società Italiana di Farmacologia
La Società Italiana di Farmacologia (SIF), fondata con Regio Decreto n° 2162 del 22 dicembre 1939, per iniziativa del Prof. Pietro Di Mattei, Ordinario di Farmacologia all'Università di Roma, e di un piccolo numero di colleghi è una società scientifica italiana non-profit dedicata alla promozione della ricerca nel campo della farmacologia. Riconosciuta nel 1996 come associazione scientifica non-profit dal Ministero dell’Università e della Ricerca Scientifica e Tecnologica. 
La società raccoglie circa 2.000 soci di provenienza accademica, di istituti di ricerca pubblici e privati, di aziende del settore farmaceutico e di istituzioni del mondo regolatorio. La SIF, con sede ufficiale a Milano, è retta da un Presidente, un Presidente Eletto e un Past President, e da un Consiglio Direttivo composto da sette membri il cui rinnovo avviene a cadenza biennale in occasione del Congresso Nazionale. La SIF include una Sezione di Farmacologia Clinica, gestita da un Comitato composto da un coordinatore e da sei membri. 